# 초성함대 세이저X
초성함대 세이저X는 2005년 10월 1일부터 2006년 6월 24일까지 TV 도쿄에서 계열에서 방영된 일본의 특촬물 드라마로 도호의 초성신 시리즈 세번째 작품이다.

## 등장 인물
- 안도 타쿠토

18세. F1레이서를 목표로 하고 아르바이트에 힘쓰는 청년.
그러나 매회 일이 변한다. 조부·소우지로우에
어릴 적 스트레이지링을 건네받고 있었다.
성격은 열혈한으로 경박한 사람.사람의 이야기를 끝까지 듣지 않는 곳이 있어
조부 떨어져 할 수 없는 면도 있지만 싸움을 통해 성장한다.
싸움이 끝난 후 부친이 있는 영국으로 여행을 떠난다.
- 아드

18세.성실하고 무뚝뚝한 성격으로 지구의 평화 이상으로
코스모캡슐 탈환의 임무를 무엇보다도 우선한다.
그러나 그러므로에 동료를 매우 소중히 한다.
당초는 백미가 싫은 온천을 경계하는 등 지구 환경에 친숙해 질 수 없었지만
그 후수보다 흥미를 가지게 된다. 싸움이 끝난 후
현대의 비오드별에 여행을 떠난다. 본명은 터무니없고 길다.
- 케인·르카노

18세. 12형제의 장남으로, 가족을 부양하기 위해서 싸움에 참가하고 있다.
관광을 아주 좋아하고 빈둥빈둥 하고 있어 마이 페이스인 성격.
본인이 할 때는 하는 남자로써 타쿠토와 아드의 싸움의 중재역.
베개가 바뀌면 잠잘 수 없다.
싸움이 끝난 후 아인·트바인과 함께 가족이 있는 미래의 라디별에 돌아온다.
- 레미·후리데

18세.라이오 캐리어의 부장. 타쿠토에 너클 크로스를 하사한다.
전혀 르에별에 자신을 맡긴 샤크를 부친과 같이 그리워하고 있어
동시에 진짜의 부친은 아닐까 느끼고 있다. 어느 이유로 신체를
장착에 견딜 수 없기 때문에 전투 능력은 없고 주로 적의 속성의 분석을 하는 역할이었지만
샤크에 격투방법을 배워 어느 정도는 싸울 수 있게 된다. 싸움이 끝난 다음은
현대의 지구에 남아 안도가로 생활하고 있다.
- 샤크 대장

초성함대의 사령관. 이전에는 우주 해적의 부하였지만
시공 항행중에 불시착했다. 1960년의 지구로 소우지로우와 만나
지구를 지키고 싶다고 느껴 레지스탕스 측에 돈다. 미래에 돌아갈 때에
소우지로우라고 주고 받은 약속대로 세이자X를 2005년에 배웅한다.
일시 행방불명이 되지만 무사히 2005년 해에 가까스로 도착한다. 본명은 「가이·버스터」.
- 골드

안드 이글의 부장. 1일 16시간의 수면이 필요하고
전함 안에서는 거의 상시 자고 있다.
헤드기어나 완부 어태치먼트(철구)등의 X 아머를 장착해「세이자 골드」로 변신한다.
외형의 나누기에 눈물이 많은 성격. 싸움이 끝난 후
다른 세계에서 아내의 파트라와 고구마 맛탕가게를 하고 있는 것 같다.
- 트인 세이자·아인-검은색

비트 바이저의 부장.트바인은 쌍둥이의 남동생으로
전투에서는 비길 데 없음의 콤비네이션을 발휘한다.
형제 모두 목욕탕을 좋아하는 사람.
- 트인 세이자·트바인-하얀색

트바인과 같은 비트 바이저의 부장.
아인은 쌍둥이의 형제로 다 같이 아모를 상시 장착하고 있다.
정체는 가스장의 생명체(중반에 판명)로 아인이 빨강 트바인이 청색의 가스.
- 파트라

중반으로부터 등장. 네오 데스칼 전함에 밀항하고 현대에 온 골드의 아내.
남편인 골드를 깔아 뭉개고 있다. 골드의 좋아하는 음식(라고 본인이 생각한다.)의
고구마 맛탕만이 요리의 레파토리. 이어링에는 변장·통신·전송 기능이 갖춰지고 있다.
- 카프 세이자 G2

세이져-X의 서포트 로보트로 라이오 캐리어의 네비게이터도 맡는다.
내부에는 각종 무기나 코스모캡슐이 격납되고 있다.
제작자는 레미로「G2」란 「사나이·버스터 2세상」이라고 하는 의미.
싸움이 끝난 다음은 레미와 같이 안도가에 있다.
- 트비

2005년에 도착한 샤크 대장에 대신해 미래의 상황을 보고하는 멤버.
아드의 욕설을 예측하고 있다. 싸움이 끝난 다음은
역사가 바뀐 미래에 평화롭게 살고 있는 모양.

## 적조직
-우주 해적 데스칼-
네오데스칼의 원점이라고도 말할 수 있는 우주해적.
아래는 고대의 지구인의 후예로 코스모 캡슐을 손에 넣기 위해서 암약 한다.
- 1.바다 선장

우주 해적 데스칼의 선장.
발가 레옹의 사령실로부터 3장군에 코스모 캡슐 탈취를 명한다.
- 2.불장군 브레아드

데스칼 3장군의 1사람으로 불의 속성을 가진다. 시리즈중의
얼굴이라고도 말할 수 있는 캐릭터로 한차례 「진함」이 있다.
매우 성격이 급한 성격으로 귀찮네!가 말버릇.
한결같고 열혈한 바다 선장을 위해서 싸우고 있지만
타쿠토를 넘어뜨릴 기회가 있으면서 감히 놓치는 등 정면 승부를 고집한다.
타쿠토와는 다른 장소에서 태어나고 있으면 친구가 된다고 생각하는 만큼 닮은 것
같은 종류로 라이벌시 한다. 또 타쿠토와의 콤비네이션은 숨이 핏타리이다.
진공 상태에서도 살아있는 몸의 모습으로 활동하는 것이 가능.
네오데스칼에 따르는 것을 기분 좋게 생각하지 않고
한시기는 세이져X 에게 포획 되어 타쿠토의 집에서 세탁물을 말리거나 하고 있었지만
후에 가레이드에 반항적인 쟈칼과 행동을 같이 한다.
그 후 세이져X의 동료가 되어 유랑의 끝 지금까지의 인생에서
유일하게 편안해진 타쿠토의 집에 표류해 식객 한다. 싸움이 끝난 후
아크알이나 사이크리드와 함께 다른 우주로 여행을 떠난 것 같다.
무기는 장검「파이 브레이드」
- 3.물장군 아크알

데스칼 3장군중의 유일한 여성 간부로 사실상의 홍일점. 물의 속성을 가진다.
냉정 침착한 책사이지만 조금 성급하고 2사람에게 매우 엄한 특코미를 넣어
이야기를 중단하는 것이 가끔 있다. 믿음직스럽지 못한
다른 2사람을 바보취급 하고 있지만 2사람을 걱정하는 면도 가진다.
꼬드김에 약해져버리는 단점을 가지고 있다.
사용 무기는 첨단에 달과 같은 오브제가 붙은 지팡이 「라그밧슈」
- 4.바람 장군 사이크 리드

데스칼 3장군의 1사람으로 바람의 속성을 가진다.
지적인 같고 의외롭게도 3장군의 노망 담당이며 3장군이 사이를 주선한다.
겁쟁이로 자신으로부터 싸우려고 하지 않지만 발명가로서는 일류.
적에게도 정을 걸치는 싸움에 향하지 않는 성격으로 빨리 우주에 돌아가고 싶어한다.
실은 네오데스칼의 톱은 그의 직계의 자손으로
그 때문에 네오데스칼의 면면으로부터 신뢰 받고 있다.
사용 무기는 선장의 「펑크 리더」
- 5.번개 장군 산다라

중반에 등장. 100만년에 1번 여는 지저의 문으로부터 온
고대의 지구인의 자손. 그 이름과 같이 번개의 속성을 가지는 장군이지만
아무도 그녀의 존재는 몰랐다. 싸움을 싫어해
샤미센과 같은 「큐라이」라고 하는 악기를 연주하면
싸우는 사람은 손을 끊지만 쟈칼인 만큼은 효과가 없다.
처음을 만나는 사람과 연결되는 것을 믿어 본래라면 브레아드와 최초로
만나 사랑에 빠질 것에서 만났지만 브레아드를 쫓아온 타쿠토에게 한눈에 반한다.
- 6.기그 파이타

데스칼의 일반 전투원. 단검을 무기로 사용한다.
초성신 그란세이져에 등장한 전투원들과 똑같은 슈트모양의 디자인을 하고있다.
- 7.우주공수

우주 해적 데스칼이 지구 잠입 시에 데려온 3몸의 괴수.
- 8.합성공수

코스모캡슐의 힘으로 지구의 생물을 공수화 시킨 것으로
우주 공수이상의 파워를 가진다.
-우주 해적 데스칼-
- 1.네오 데스칼

2005년에 가레이드들을 보낸 네오 데스칼의 수령.
중반으로 자신도 2005년에 온다.실은 사이크리드 직계의 자손의 한사람이며
선조를 불쌍히 여길 의사를 가진다.그 때문에 선조님에게의
경애의 정을 나타내기 위해 수령의 자리를 사이크리드에 양보해
자신은 일단 참모역이 된다. 그러나 그 뒤에서는 사이크리드를 최면 장치로
조종해 2005년의 지구를 어둠으로 침식 하기 위해서 침식장치「다크아르마」
의 제조를 목론하여 종반으로 공수 다크 겔랑과 일체화해 실체를 잃지만
블랙 라이오가 되어 공수의 체내에 탑승한 타쿠토와 싸운다.
- 2.바레이다

중반으로부터 등장.
2500년의 미래부터 네오 데스칼과 함께 온 네오 데스칼의 오른팔적 존재.
그녀도 또 사이크리드 직계의 자손의 1사람이다.
- 3.가레이드

중반으로부터 등장. 2500년전의 미래부터 온 네오 데스칼의 간부로
3장군을 훨씬 웃도는 파워를 가진다.
3장군의 자손이므로 닮은 곳이 있다. 매우 성격이 급하고
직계의 선조인 브레아드를 특히 방해자 취급하는 것도
그로자의「그는 선조이기 때문에」의 히토코토에서 참고 있다.
- 4.그로자

중반으로부터 등장. 2500년의 미래부터 온 네오 데스칼의 일원으로
세이져X와 우주 해적 데스칼의 싸움을 감시하고 있었다.
- 5.쟈칼

2500년의 미래부터 온 네오 데스칼의 일원.
네오 데스칼을 배반한 샤크를 미워하고 있다.
장착!의 구령으로 인간태로부터 전투태에 변신한다.
쟈칼의 강화 슈트는 4속성 모두에 대응할 수 있도록
커스터 마이즈 되고 있기 때문에 4속성 모든 공격을 내는 일도 가능.
- 6.미래공수

네오 데스칼이 2500년의 미래로부터 데려 온 미래의 우주공수.
어둠에 싸인 미래의 암흑 파워를 가지기 위해 우주공수나
합성공수를 훨씬 웃도는 파워를 가진다.
- 7.데스 메이드

네오 데스칼의 전투원. 기그 파이타의 3배의 파워를 가진다.
무기는 전자 사벨.

## 출연진

### 주연 및 주조연
- 안도 타쿠토 : 다카하시 료스케
- 아드 : 신도우 마나부
- 케인 로카노 : 미우라 료스케
- 샤크 : 마츠나가 히로시
- 레미 후리데 : 마츠야마 마미
- 골드 : 로버트 볼트 윈
- 트인 세이저 - 아인 (목소리) : 보우토 진
- 트인 세이저 - 트바인 (목소리) : 오츠 히로미
- 파트라 : 이시자카 레이지

### 한국판 성우
- 동욱 : 임경명
- 아더 : 강수진
- 케인 : 박서진
- 레미 : 소연
- 샤크 : 심정민

## 장비 및 기술

### 변신아이템
- 너클 크로스

타쿠토, 아드, 케인 샤크 대장이 사용하는 변신 아이템으로, 오른팔에 공통의 스트레이징을 끼고 있고, "너클 크로스" 또는 "샤크 너클"을 외치면서, 왼손에 너클 크로스 또는 샤크 너클이 나타나 양쪽 모두를 "X-장착!" 또는 "X-변신"의 음성과 함께 교차시키면 압축되어있던 전투복이 장착되면서, 0.5초에 변신이 가능하다.

### 히어로
- 라이오 세이져

안도 타쿠토가 너클 크로스와 스트레이지 링을
교차시키는 것으로 장착하는 전사(밸런스 형)
사자를 모티프로 불의 속성을 가진다.무기는 검형무기인 라이오 브레이커.
필살기인 라이오 파이어는 코스모 캡슐 「라이온1」의 힘을 이용해
발하는 불 속성 최강의 필살기술.
라이온형의 비전이 상대를 태워버린다.
타쿠토가 별로 다른 코스모 캡슐을 사용하지 않기 때문에
극중에서 가장 사용 빈도가 높다.
- 이글 세이져

아드가 장착하는 전사(스피드 형)
독수리를 모티프로 바람의 속성을 가진다.
무기는 권총형 무기·이글 블래스터.
필살기술인 이글 타이푼은 코스모캡슐 「이글2」의 힘을 이용해 발하는
바람 속성 최강의 필살기로 매의 형의 비전이 압축 공기탄이 되어 적을 관철한다.
- 비틀 세이져

케인이 장착하는 전사(파워 형)
투구풍뎅이를 모티프로 번개의 속성을 가진다.
무기는 도끼형 무기·비트 호크.
필살기술은 비틀 슬래쉬는 코스모캡슐 「비틀3」의 힘을 이용해 발하는
번개 속성 최강의 필살기술.투구 벌레의 비전이
모퉁이에서 적을 찢어지도록 작렬한다.
- 샤크 세이져

16화부터 등장. 샤크 대장이 샤크 너클과
스토리지 링을 교차시키는 것으로 장착하는 전사(밸런스형).
상어를 모티프로 물의 속성을 가진다.무기는 검형무기·샤크밧슈.
필살기인 샤크랏슈는 코스모캡슐「샤크4」의 힘을 이용해
발하는 물 속성 최강의 필살기술. 상어형의 비전이 물어 뜯듯이 적을 찢어진다.

## 공통 무기
- 라이오 브레이커

라이오 세이저가 사용하는 검. 필살기인 '라이오 파이어'를 사용할 수 있다.
- 이글 블래스터

이글 세이저가 사용하는 권총. 필살기인 '이글 타이푼'을 사용할 수 있으며, 코스모캡슐인 '이글2'의 힘을 이용해 발하는 바람 속성 최강의 필살기이다.
- 비트 호크

비틀 세이저가 사용하는 도끼. 필살기인 '비틀 슬래쉬'를 사용할 수 있다.
- 샤크 밧슈

샤크 세이저가 사용하는 무기이므로, 필살기인 '샤크 밧슈'를 사용할 수 있다.

## 메카
- 라이오 캐리어

전체 길이 50 m,전체 폭 35 m,전체 높이 22 m,총중량 750 t,최대 출력 1500만 마력
제 1화부터 등장.
라이오 세이져가 타는 초대형의 우주전함.
3 전함의 기함이기도 한 돌격형 우주 전함으로써
전면에의 공격을 주체로서 각종 무장이 장비되고 있다.
또한 세이져-X들이 소유하는 3전함의 기함으로 코어 캘리퍼를 상부에 탑재한다.
주된 무장은 라이오 캐논과 세이져포.
세이져 포는 풀차지 상태로 공격하면 해적선을 일격으로 파괴할 정도의 위력을 가진다.
함장은 안도 타쿠토,부장은 레미·후리데.
- 안드 이글

전체 길이 50 m,전체 폭 39 m,전체 높이 21 m,총중량 650 t,최대 출력 1200만 마력
역시 제 1화부터 등장.
이글 세이져가 타는 수직기구의 우주 전함.
고속과 작은회전을 살린 공격으로 적을 번농 한다.
각처에 관제 제어장치를 벌 수 있어 거대한 선체에 관련되지 않고
경쾌하고 트리키인 움직임이 가능.
코어 브레이버와 합체 하는 것으로 거대 로보트 유성신 윈드 이글이 된다.
메인 파일럿은 이글로 금이 고속전투시의 조타 등 서포트에 임한다.
스프릿트 캐논이 메인 무기. 주된 무장은 이글 암. 함장은 아드,부장은 골드.
- 비트 바이저

전체 길이 50 m,전체 폭 27 m,전체 높이 10.5m,총중량 700 t,최대 출력 2300만 마력
마찬가지로 제 1화부터 등장.
비트 세이져가 타는 중형 우주 전함.
견고한 장갑을 자랑해 다소의 공격에서는 꿈쩍도 하지 않는다.
주포,미사일 발사장치,빔포를 도처에 장비한 전신 무장의 덩어리.
코어 브레이버와 합체하는 것으로 거대 로보트 유성신 마그나 비트가 된다.
주된 무장은 메가로 캐논이나 비트 캐논.
임펙트 캐논이나 미사일 발사장치 등이 있다.
함장은 케인,부장은 트인 세이져·아인과 트바인.
- 코어 캘리퍼

전체 길이 20 m,전체 폭 18 m,전체 높이 12 m,총중량 300 t,최대 출력 500만 마력
제 2화부터 등장.
가변 분자 구조 합금「세이져 메탈」제로 금속의 분자 구조를
변화시키는 것으로 약 1.5배까지의 확장이 가능하며
비행 형태로부터 로봇 형태에 변형할 때도
어느 정도의 사이즈까지 거대화 할 수가 있다.
라이오 캐리어의 상부에 탑재되고 있는 중형 전투정으로
주된 무장은 코어 레이저. 또 코어 브레이버에 변형할 수 있다.
- 샤크리가

전체 길이 75 m,전체 폭 39 m,전체 높이 21 m,총중량 800 t,최대 출력 2150만 마력
제 14화부터 등장.
샤크 대장 전용의 강습형 신조 우주 전함.통상은
우주 항공 모함·샤크베이스에 도킹 하고 있고 전투시에는 분리해 발진한다.
다른 초성함대보다 견뢰한 장갑,구조체를 자랑해
적함대나 몬스터와 부딪쳐도 거의 손상하는 일이 없는 높은 내구성을 가진다.
주로 고속으로 접근해 함수의 충각이나
양팔에 장착된 2개의 커터로 적에게 데미지를 준다.
전력투구 전법을 자랑으로 여기고 있다.필살기술은 스매쉬 웨이브.
승무원은 샤크 세이져 혼자서 다른 전함에 지령을 내릴 수 있도록 콕피트내에는
모니터가 배치되어 상황을 항상 파악할 수 있다.
다른 초성함대와는 완전히 다른 새롭게 개발된 변형 시스템을 가져
또다른 전함과 달리 코어 브레이바와 합체 하지 않고
유성신에 변형할 수 있어 보통은 거대 우주 항공 모함
샤크베이스와 합체 해 지령함이 되고 있다. 주된 무장은
함수의 소도 압력이나 커터 핀으로 샤크베이스 합체시는
베이스 캐논이나 3회연속 미사일 발사장치이며 승무원은 샤크 대장만 탑승한다.

### 로봇(유성신)
- 코어 브레이버

신장 45 m,전체 폭 21 m,총중량 300 t,최대 출력 500만 마력
제 2화부터 등장.
코어 캘리퍼가 변형한 로봇으로 유성신의 코어가 된다.
스피드가 뛰어나지만 본래는 정찰용으로 전투에는 별로 향하지 않는다.
무기는 완부의 코어 레이저와 가슴으로부터 발사하는 코어 버스터.
얼굴의 모양은 라이오 캐리어와 합체 할 때는 황색
아드 이글과의 때는 적색 비트 바이저와의 때는 청색이 된다.
당초는 1체 밖에 없었지만 중반으로 소우지로우가 같은 형태의 것을
2개를 완성시켜 유성신 3인이 동시에 전투가 가능해진다.
- 유성신 그레이트 라이오

신장 52 m,전체 폭 40.3m,총중량 1050 t,최대 출력 2000만 마력
제 2화부터 등장.
코어 브레이버와 라이오 캐리어가 합체한 거대 로봇.
주된 무장은 2개의 검·라이오캇타와 그것을 합체시킨 라이오 쟈베린에
소형 빔 암·라이오파르서.메인 파일럿은 라이오 세이져로
레미와 카프 세이자G2도 탑승한다.
필살기술은 라이오 쟈베린으로부터 발하는「세이져·크래쉬」
- 유성신 윈드 이글

신장 48.5m,전체 폭 35.5m,총중량 950 t,최대 출력 1700만 마력
제 3화부터 등장.
코어 브레이버와 아드 이글이 합체 한 거대 로봇.
스피드로 다채로운 화기를 구사한 히트＆어웨이로 싸운다.
주된 무기는 2정의 권총인 이글 라이플. 메인 파일럿은 이글 세이져로
코어 캘리퍼내에는 라이오 세이져도 탑승한다.
제 16화로 코어 브레이버 양산 후는 이글 세이져가 코어 캘리퍼에 탑승한다.
필살기술은 이글 라이플을 연사하는「트위스터·슛」
- 유성신 마그나 비트

신장 58.5m,전체 폭 41 m,총중량 1000 t,최대 출력 2800만 마력
제 4화부터 등장.
코어 브레이버와 비트 바이저가 합체 한 거대 로봇.
강력한 화기로 적을 분쇄하는 장거리 공격형의 로보트이며
주된 무장은 메가로 캐논이나 비트 캐논에 임펙트 암이나 미사일 발사장치.
메인 파일럿은 비트 세이져로, 아인과 트바인이 보좌. 윈드 이글과 같이
코어 캘리퍼내에는 라이오 세이져가 탑승하고 조준을 맡는다.
이글과 같이 코어 브레이버 양산 후는 비트 세이져가 코어 캘리퍼에 탑승한다.
필살기술은 가슴으로부터 발사하는「비트 버스터」
- 유성신 샤크리가

신장 62 m,전체 폭 38 m,총중량 800 t,최대 출력 2150만 마력
제 15화부터 등장.
전함 샤크리가가 단신으로 변형해 완성하는 거대 로보트.
그레이트라이오를 개량 발전시킨 메카니즘을 가져
거대한 검과 다채로운 격투기로 싸우는 근접 백병형 로보트로
조종은 샤크 세이져가 혼자서 실시하기 위해
다른 로보트보다 조종 시스템은 심플한 것이 되고 있다.
전함 샤크리가가 단독으로 변형한 거대 로봇인 만큼이나
독단적인 무장을 가진다. 주된 무장은
대형 검 소도 리가와 양팔에 붙은 커터 핀과
머리 부분으로부터 발사하는 유닛타-슛.
파일럿은 샤크 세이져이며 필살기술은 소도 리가로부터
적을 얼어붙게 하고 나서 단번에 찢어지는
하이드로 스랏슈와 가슴에 에너지를 모아 발사하는 크로스 바스타가 있다.
코어 브레이버를 내장하지 않는 분만큼 다른 유성신보다 움직임은 민첩하지만
에너지 축적량이 적기 때문에 장시간의 전투에는 부적합 하다.